# Portugal nos Jogos Olímpicos de Inverno de 2026
Portugal vai competir nos Jogos Olímpicos de Inverno de 2026, oficialmente denominados XXV Jogos Olímpicos de Inverno, em Milão e Cortina d'Ampezzo, na Itália, entre 6 e 22 de fevereiro de 2026. Será a terceira edição dos Jogos Olímpicos de Inverno sediada na Itália e a segunda sediada em Cortina d'Ampezzo após 1956. Cortina d'Ampezzo também será a quarta cidade a sediar duas edições dos Jogos de Inverno, depois de St. Moritz (1928 e 1948), Lake Placid (1932 e 1980) e Innsbruck (1964 e 1976). Milão sediará os Jogos Olímpicos pela primeira vez. Historicamente, esta será a primeira vez em que duas cidades oficialmente serão as sedes dos Jogos Olímpicos, pois em diversas edições anteriores, existiram a sede principal e uma ou mais subsedes.
Os atletas portugueses têm competido em todas as edições dos Jogos Olímpicos de Inverno desde a estreia de Portugal nos Jogos Olímpicos de 1952, em Oslo. A melhor participação portuguesa na competição foi na edição dos Jogos Olímpicos de 2022 em Pequim, em que o Comité Olímpico de Portugal conseguiu melhorar os resultados portugueses em edições anteriores.

## Atletas e Modalidades

### Calendário
O calendário do Comité Olímpico de Portugal de eventos e de competições para os Jogos Olímpicos de Inverno de 2026, segundo o calendário da entidade organizadora.
| CA | Cerimónia de Abertura | CE | Cerimónia de Encerramento |  | Evento Competição |

|                     | 04 | 05 | 06 | 07 | 08 | 09 | 10 | 11 | 12 | 13 | 14 | 15 | 16 | 17 | 18 | 19 | 20 | 21 | 22 |
| ------------------- | -- | -- | -- | -- | -- | -- | -- | -- | -- | -- | -- | -- | -- | -- | -- | -- | -- | -- | -- |
| Cerimónias          |    |    | CA |    |    |    |    |    |    |    |    |    |    |    |    |    |    |    | CE |
| Esqui alpino        |    |    |    |    |    |    |    |    |    |    |    |    |    |    |    |    |    |    |    |
| Esqui cross-country |    |    |    |    |    |    |    |    |    |    |    |    |    |    |    |    |    |    |    |
|                     | 04 | 05 | 06 | 07 | 08 | 09 | 10 | 11 | 12 | 13 | 14 | 15 | 16 | 17 | 18 | 19 | 20 | 21 | 22 |

|                     | 04 | 05 | 06 | 07 | 08 | 09 | 10 | 11 | 12 | 13 | 14 | 15 | 16 | 17 | 18 | 19 | 20 | 21 | 22 |
| ------------------- | -- | -- | -- | -- | -- | -- | -- | -- | -- | -- | -- | -- | -- | -- | -- | -- | -- | -- | -- |
| Esqui alpino        | 2  |    |    |    |    |    |    |    |    |    |    |    |    |    |    |    |    |    |    |
| Esqui cross-country | 1  |    |    |    |    |    |    |    |    |    |    |    |    |    |    |    |    |    |    |
| TOTAL               | 3  | -  | -  | -  | -  | -  | -  | -  | -  | -  | -  | -  | -  | -  | -  | -  | -  | -  | -  |

### Atletas
A lista de atletas portugueses qualificados para os Jogos Olímpicos de Inverno de 2026.
| Modalidade          | Homens | Mulheres | Total |
| ------------------- | ------ | -------- | ----- |
| Esqui alpino        | 1      | 1        | 2     |
| Esqui cross-country | 1      | 0        | 1     |
| Modalidade          | 2      | 1        | 3     |